# Blutengel
A Blutengel (stilizálva BlutEngel; a német kifejezés jelentése vérangyal) 1998-ban, Berlinben alakult német elektronikus/darkwave együttes, melynek tagjai az alapító Christian "Chris" Pohl (aki korábban a Seelenrank együttest is alapította) valamint Ulrike Goldmann (2005 óta). Az együttes dalait német és angol nyelven adja elő, női és férfi vokállal vegyesen. A dalok témái leginkább a gót témakörökhöz kapcsolódnak, úgy mint a szerelem, vámpírizmus, szexuális fétisek, halál vagy a halhatatlanság. Az együttes saját magát a dark pop műfajba sorolja be.

## Diszkográfia

### Stúdióalbumok
- 1999: Child of Glass
- 2001: Seelenschmerz
- 2002: Angel Dust
- 2004: Demon Kiss
- 2007: Labyrinth
- 2009: Schwarzes Eis
- 2011: Tränenherz
- 2013: Monument
- 2015: Omen/Save Us
- 2017: Leitbild
- 2019: Un:Gott
- 2021: Erlösung – The Victory Of Light
- 2023: Un:Sterblich – Our Souls Will Never Die
- 2025: Damonen Sturm